# Jürgen Prüser
Jürgen Prüser (* 5. August 1929 in Bremen; † 16. Juni 2021 in Bremen) war ein deutscher Wirtschaftswissenschaftler, Hochschullehrer und Gründungsrektor der Hochschule für Öffentliche Verwaltung Bremen.

## Biografie
Prüser war der Sohn des Direktors des Staatsarchivs Bremen Friedrich Prüser. Er studierte Wirtschaftswissenschaften und promovierte in Innsbruck 1958 zum Dr. rer. pol.
Er war seit den 1960er-Jahren zunächst Lehrer und dann von 1973 bis 1979 Leiter der Verwaltungsschule Bremen als Nachfolger von Hans (Johannes) Kulke. 1979 folgte seine Berufung zum Professor und Rektor der Hochschule für Öffentliche Verwaltung Bremen, die er mitgründete. 1989 wurde Bernd Wesche Nachfolger in diesem Amt. 
Er war verheiratet mit Margarete Prüser; beide hatten Kinder.

## Werke
- Die Handelsverträge der Hansestädte Lübeck, Bremen und Hamburg mit überseeischen Staaten im 19. Jahrhundert. Schünemann, Bremen 1962